# Objeto (filosofía)
Un objeto es o bien una cosa o bien un constructo (pero no las dos simultáneamente). En la ontología de Mario Bunge, todo objeto debe ser o una "cosa" o un "constructo", pero ningún objeto puede ser ambas cosas a la vez. Si designamos {\displaystyle ~O} la clase de los objetos, {\displaystyle ~\Theta } la clase de las cosas, y {\displaystyle ~C} la clase de los constructos, entonces la cosa {\displaystyle X\in \Theta } o el constructo {\displaystyle Y\in C} es llamado el objeto {\displaystyle Z\in O} si y solo si

{\displaystyle (O=\Theta \cup C)\land (\Theta \cap C=\varnothing )}

Todo objeto posee propiedades: las cosas poseen propiedades sustanciales y los constructos poseen propiedades conceptuales. La distinción entre cosas y constructos es parte del dualismo metodológico, que no implica al dualismo ontológico a menos que se atribuya existencia real a los constructos (como las ideas platónicas).